# Vrbica (Semeljci)
Vrbica is een plaats in de gemeente Semeljci in de Kroatische provincie Osijek-Baranja. De plaats telt 797 inwoners (2001).